# Festuca claytonii
Festuca claytonii är en gräsart som beskrevs av Evgenii Borisovich Alexeev. Festuca claytonii ingår i släktet svinglar, och familjen gräs.
Artens utbredningsområde är Kenya. Inga underarter finns listade i Catalogue of Life.